# 닉 하이송
닉 하이송(Nick Hysong, 1971년 12월 9일 ~ )은 미국의 장대높이뛰기 선수이며, 2000년 시드니 올림픽 금메달리스트이다. 뛰어난 속력을 지닌 그는 100m를 10.27초에 달렸다.
애리조나주 윈슬로 출신으로 1994년 자신의 애리조나 주립 대학교 마지막 해에 태평양 12 경기와 NCAA 선수권 타이틀을 둘다 우승하였다.
현재는 채퍼럴 고등학교 육상 팀의 장대높이뛰기 코치를 맡으면서, 피닉스에서 자신의 스포츠 상연 시설을 운영도 하고 있다.